# Matthias Engelsberger
Matthias Engelsberger (né le 18 juillet 1925 à Siegsdorf et mort le 30 octobre 2005) est un homme politique allemand de la CSU. De 1969 à 1990, il est membre du Bundestag allemand . 

## Biographie
La carrière politique d'Engelsberger commence en 1956 en tant que conseil municipal à Siegsdorf, et en 1960, il rejoint également le conseil de l'arrondissement de Traunstein avec le mandat de la CSU. En 1969, il est élu pour la première fois au Bundestag allemand, où il est membre en tant que candidat direct de la circonscription de Traunstein au cours des cinq périodes électorales suivantes. 
Même après son élection au Bundestag allemand, il continue à être membre du conseil d'arrondissement jusqu'en 1984. De 1966 à 1972, il est administrateur adjoint de l'arrondissement de Traunstein. 
Il devient aussi représentant des intérêts des moyennes entreprises de Bavière. Il est membre de l'Association bavaroise de l'industrie de la scie et du bois et est déterminé à préserver les emplacements traditionnels des entreprises de menuiserie dans les zones rurales. Cela comprend également l'utilisation de l'hydroélectricité pour la production d'électricité. Engelsberger est l'un des initiateurs de l'entrée en vigueur de la loi de rachat d'électricité. Engelsberger est président d'honneur de l'Association fédérale des centrales hydroélectriques allemandes (BDW) et de l'Association fédérale des énergies renouvelables (BEE). 
Son successeur en tant que membre de la circonscription de Traunstein est Peter Ramsauer, également de la CSU. 
Engelsberger reçoit l'ordre bavarois du mérite en 1980 pour ses services. À partir de 1986, il est également officier de l'ordre du mérite de la République fédérale d'Allemagne. En 1988, il devient commandeur d'or de l'ordre du Mérite autrichien. En 1992, il reçoit la médaille bavaroise de l'environnement . 